# Ґерард Кул
Ґерард Кул (нід. Gerard Koel, 16 січня 1941) — нідерландський велогонщик.
Бронзовий призер Олімпійських Ігор 1964 року в командній гонці переслідування.